# Izzalini
Izzalini è una frazione del comune di Todi (PG).
Il paese si trova lungo il percorso collinare che porta da Todi sino a Montecchio, ad un'altezza di 417 m s.l.m.; è popolato da 54 abitanti.

## Storia
Nella zona vi furono insediamenti romani: infatti sono state rinvenute delle condutture in piombo, boccali in terracotta ed alcune monete di provenienza etrusca.
Si chiamò dapprima Sant'Angelo de Plebe dalla chiesa che era anche pievania e da cui dipendeva anche Collelungo. La villa contava circa 160 anime, allorché, come vuole la tradizione, alcune genti d'arme del tiranno Ezzelino III da Romano (1194-1259) se ne impadronirono e, cacciati i guelfi, la fortificarono, trasformandola in un ben munito castello che ebbe il nuovo nome di Izzalini.
Izzalini accrebbe la sua potenza con la costruzione, nel 1458, di una fortezza, detta Torre Baldo, cui fu annessa anche una chiesa dedicata a santo Stefano. Nel bosco di Torre Baldo alcuni ruderi testimoniano l'esistenza (XIII secolo) di un castello che si dice fatto erigere da Ilione Landone e perciò chiamato Castrum Ilionis e poi Castiglione de Franconibus.
Due antiche ville come San Giovanni l'Ammetato e Petacciòlo hanno dato il loro nome ad altrettante località o "vocaboli". Ben conservato invece, il castello Piemozzo, nel quale fino al XVI secolo era la Chiesa di Sant'Andrea, oggi sostituito con un oratorio detto di Santa Chiara.

## Monumenti e luoghi d'interesse
- Il castello, con un arco d'ingresso a tutto sesto sovrastato dalla torre campanaria dell'antica chiesa;
- Fortezza di Torre Baldo e resti del castello di Ilione Landone;
- Castello di Piedimozzo.

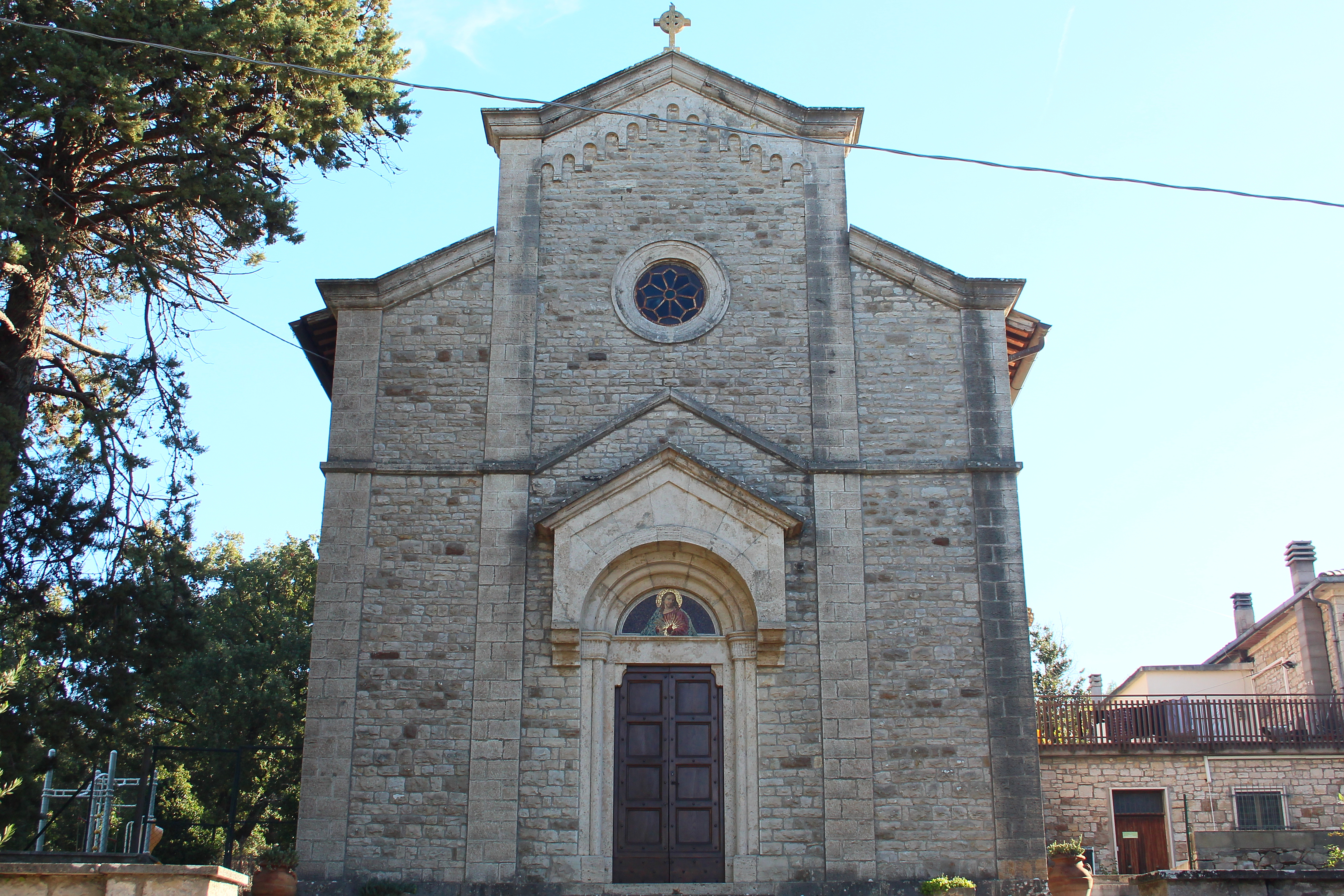
La chiesa di San Michele arcangelo
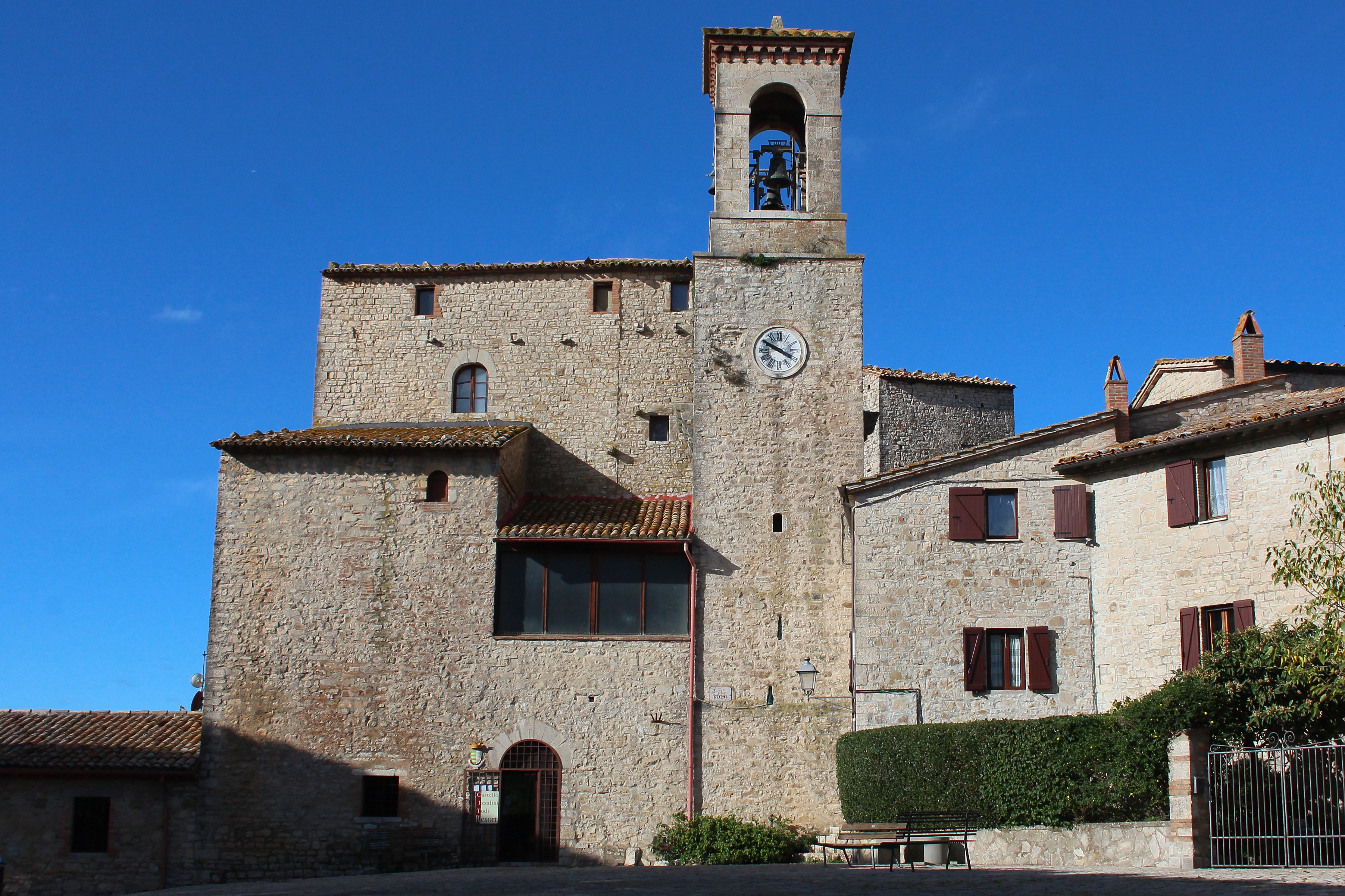
Il castello di Izzalini

## Economia
La presenza di un gran numero di casali e rustici, nelle vicinanze, ha permesso lo sviluppo di una buona attività agrituristica.